# Ezcároz
Ezcároz (spanska) eller Ezkaroze (baskiska), officiellt Ezcároz/Ezkaroze, är en kommun i Spanien.   Den ligger i provinsen och regionen Navarra, i den nordöstra delen av landet, 300 km nordost om huvudstaden Madrid. Antalet invånare är 336.